# Jung Jo-gook
Jung Jo-gook (ur. 23 kwietnia 1984 w Seulu) – piłkarz południowokoreański, który grał na pozycji napastnika.

## Kariera klubowa
Od lata 2011 roku zawodnik francuskiego klubu AS Nancy.
| Sezon   | Klub               | Kraj             | Rozgrywki | Mecze | Bramki | Rozgrywki Europy   | Mecze | Bramki |
| ------- | ------------------ | ---------------- | --------- | ----- | ------ | ------------------ | ----- | ------ |
| 2003/03 | Anyang LG Cheetahs | Korea Południowa | K-League  | 32    | 12     | -                  | -     | -      |
| 2004/04 | FC Seoul           | Korea Południowa | K-League  | 18    | 2      | -                  | -     | -      |
| 2005/05 | FC Seoul           | Korea Południowa | K-League  | 16    | 3      | -                  | -     | -      |
| 2006/06 | FC Seoul           | Korea Południowa | K-League  | 17    | 4      | -                  | -     | -      |
| 2007/07 | FC Seoul           | Korea Południowa | K-League  | 12    | 2      | -                  | -     | -      |
| 2008/08 | FC Seoul           | Korea Południowa | K-League  | 11    | 6      | -                  | -     | -      |
| 2009/09 | FC Seoul           | Korea Południowa | K-League  | 20    | 6      | -                  | -     | -      |
| 2010/10 | FC Seoul           | Korea Południowa | K-League  | 24    | 11     | -                  | -     | -      |
| 2010/11 | AJ Auxerre         | Francja          | Ligue 1   | 15    | 2      | Liga Mistrzów UEFA | 0     | 0      |
| 2011/12 | AJ Auxerre         | Francja          | Ligue 1   | 1     | 0      | -                  | -     | -      |
| 2011/12 | AS Nancy (wyp.)    | Francja          | Ligue 1   | 20    | 2      | -                  | -     | -      |
| 2012/13 | FC Seoul           | Korea Południowa | K-League  | 17    | 4      | -                  | -     | -      |

Stan na: 20 lipca 2012 r.

## Kariera reprezentacja
W reprezentacji Korei Południowej zadebiutował w 2006 roku. Do tej pory rozegrał w niej 13 meczów, w których zdobył cztery bramki (stan na 18 lutego 2012).